# ファンクラッチ

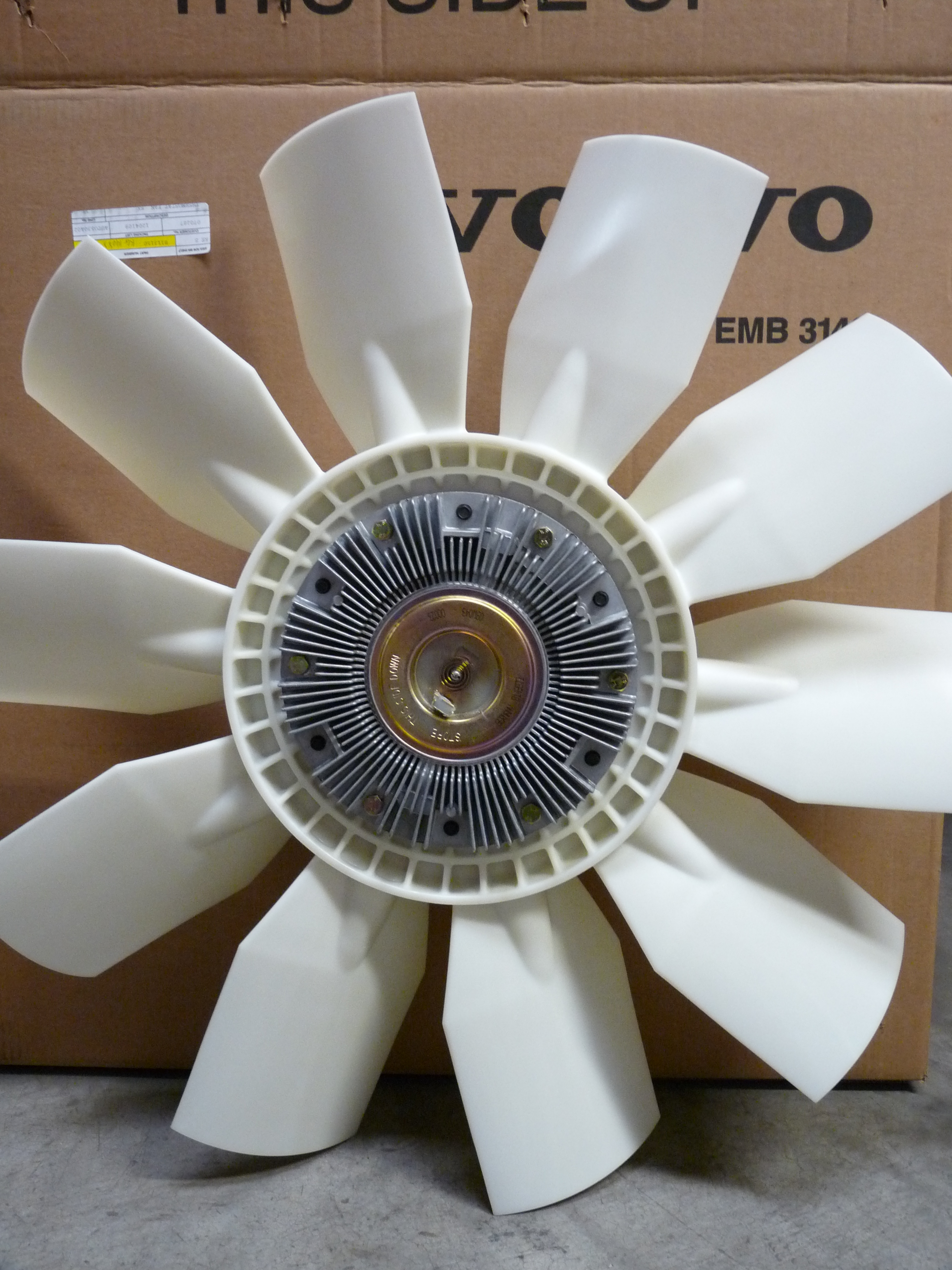
ビスカス方式のカップリングファン

ファンクラッチ（英語: Fan clutch）は、自動車の冷却システムにおいて不可欠なサーモスタットおよび、クラッチの一種である。この機構が組み込まれたエンジン回転を動力源とする冷却ファンのことを、特にカップリングファンと呼ぶ。

## 概要
ファンクラッチはエンジンが冷えている(冷間状態)時や、通常の作動温度(温間または暖機状態)の時に、ラジエーターの冷却ファンへのエンジンからの機械的駆動力を一時的に断つ働きがあり、一般的にはエンジンの前方にウォーターポンプと連結されたかたちで設置され、ベルトとプーリーを用いてエンジンのクランクシャフトに接続される。ファンクラッチにより、エンジンは常時冷却ファンを駆動し続ける必要がなくなるため、馬力損失の低減を図れる。
しかし、もしもエンジンがファンクラッチの作動開始温度を超えて温度上昇した場合、ファンクラッチはラジエーターを通過して暖められた空気の温度を検知して完全に繋がった状態になり、クーラントの温度が許容の値に低下するまで冷却ファンを駆動する事になる。

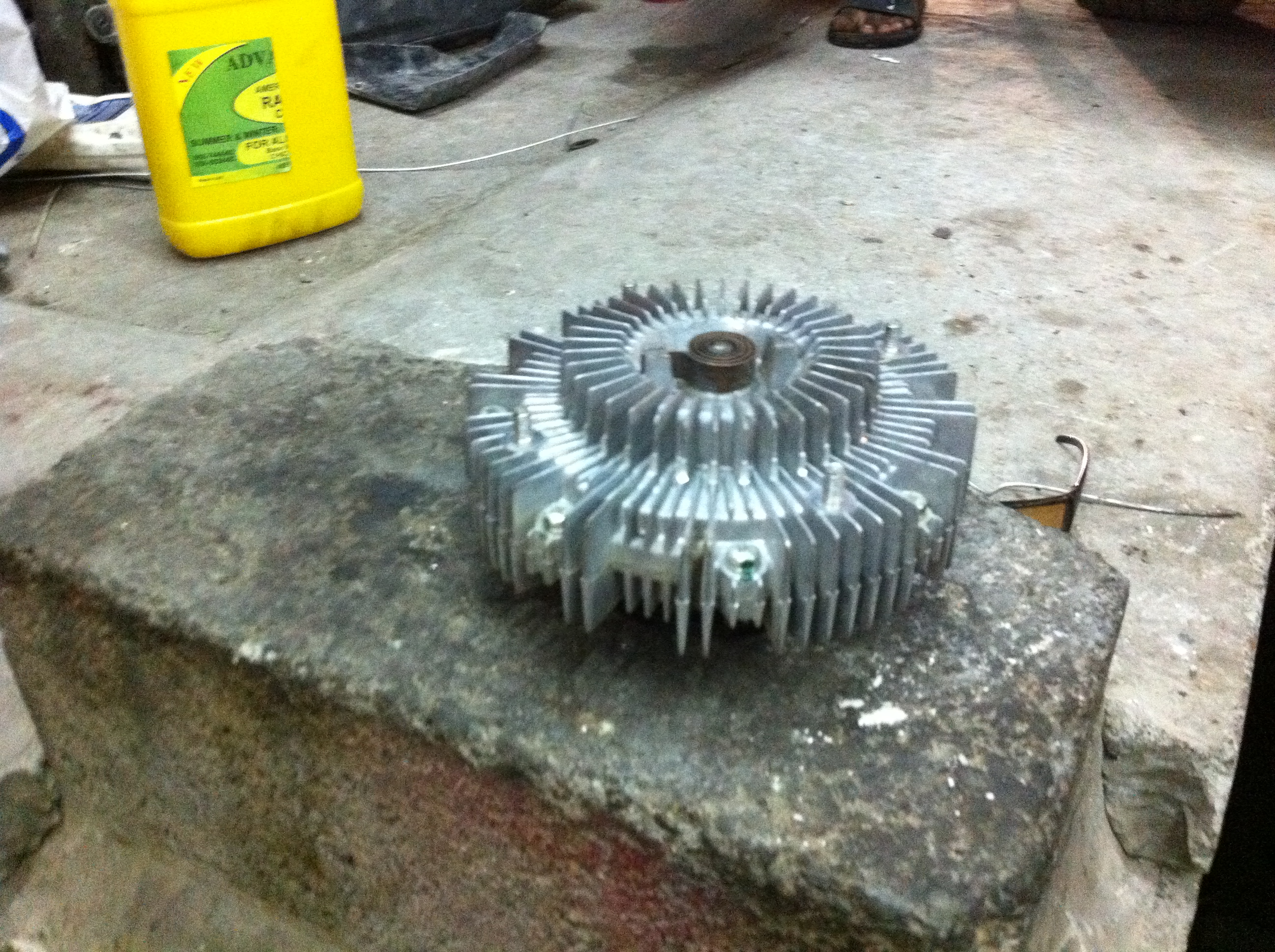
1994年式レクサス・LS400のファンクラッチ

ファンクラッチを用いた機械式のカップリングファンはトラックやSUV、多くの後輪駆動車において最も一般的である。こうした車両は縦置きエンジンのため、ラジエーターに面してベルト駆動の補機を配置するのが容易なためである。冷却ファンはクランクシャフトプーリーか、その他の補機のプーリー(例えばウォーターポンププーリーなど)に取り付けられ、ラジエーターとエンジンの中間で回転することで、ラジエーターから吹き込んだ空気をエンジンの後方に吹き流す働きをする。もしもラジエーターを通過した空気が加熱されていたとしても、エンジンの表面温度ほどは熱くならないため、エンジン周辺を通過する気流はエンジンの冷却を補助することにもなる。
対照的に、前輪駆動車の場合、通常はクランクシャフトと前車軸を平行に配置し、トランスアクスルを形成する関係で横置きエンジンの構成がとられるため、機械駆動の冷却ファンを取り付けてもエンジンの側面に位置することになり、ラジエーターに正対することがない。このため、前輪駆動車では電動式の冷却ファンが事実上普遍的に利用されている。電動式冷却ファンは作動にあたり、オルタネーターを用いて機械的な回転力を一度電力に変換する必要があり、機械式冷却ファンに比べてエンジンの回転を効率的に利用しているものであるとはいえず、エンジン回転中に要求される電力消費も機械式冷却ファンの車両に比べて多くなり、より高出力のオルタネーターや大型のバッテリーが必要となるといった短所も多い。しかし、電動式冷却ファンは電気式のサーモスタット(サーモセンサー)を用いた制御により、エンジンの温度が作動温度を下回っている場合にはファンの回転を完全に停止させておくことができる利点があり、エンジンコントロールユニット(ECU)による統合的な温度制御も行いやすく、何よりもファンが回転中にエンジンの馬力をほとんど損失しないということが最大の長所であり、後輪駆動車でもモデルチェンジや車両チューニングの過程において、カップリングファンを廃して電動式冷却ファンへの移行を図る例も見受けられる。

## 方式
ほとんどのファンクラッチはバイメタルに類似したサーモスタットと、粘性(ビスカスカップリング)または流体継手(フルードカップリング)が組み合わされた構造である。このような構造の場合、ファンクラッチの周辺温度が高まることで内部に充填されたオイルが膨張し、クラッチプレートを接続することで回転力の断続が行われる。通常は回転が断たれた状態と完全に繋がった状態の2段階の制御であることが一般的であるが、高価なファンクラッチでは周辺温度に応じて回転の接続の度合いが複数の段階に制御可能となっている場合もある。
また、いくつかのファンクラッチはバイメタルの代わりに電気的な制御を用いており、任意の作動温度の他、エンジンの温度以外の要素でもクラッチの接続の度合いを段階的に制御できるようになっている。一般的な制御因子としてエンジンオイルの油温、マニュアルトランスミッションのギアオイルや、オートマチックトランスミッションのATFなどの変速機の油温、クーラント温度、カーエアコンの冷媒圧力等の要素が用いられる。

## 故障時の症状
ファンクラッチは他の補機と同等以上の信頼性を有するが、時に故障する場合もある。一般的な症状はファンクラッチが駆動力をファンに伝達できなくなることに起因するアイドリングや渋滞時のオーバーヒートである。カーエアコンのコンデンサーは通常ラジエーターの前方に置かれるため、故障したファンクラッチはエアコンシステムの効率低下にも繋がる。また、ファンクラッチのもう一つの故障は、駆動力を断続できなくなることにより冷却ファンが必要ない場合でも常に回転し続けることで、エンジンの出力低下を招くことである。この種の故障は燃費の悪化にも繋がる。
寒冷な気候でのファンクラッチの故障(特に駆動力を断続できずに常時冷却風を取り込み続けた場合)が引き起こす、別の潜在的な兆候は、カーヒーターが十分に暖まらずに生ぬるい風しか出なくなることである。これはひいては、オーバークールを引き起こす事にも繋がる。
多くのファンクラッチはビスカスカップリングと同様にシリコーンオイルが内部に充填されているため、シリコーンオイルが外部に漏れた場合はファンクラッチが規定温度でも接続出来なくなる症状が発生し、逆に何らかの理由でシリコーンオイルが変成したり、内部のクラッチプレートが物理的に破損する等の要因で常時繋がったままとなる症状が発生する。後者の場合にはエンジンが冷間の状態でクランクシャフトを固定し、冷却ファンを手で回した際に全く空転しなかったり、正常品と比較して空転が異常に渋くなっているなどの症状から判定が可能である。いずれの場合でもファンクラッチの部品交換が必要となるが、オイル漏れによる接続不良の場合にはシリコーンオイルを再充填することで再利用が可能な場合もある。
さらに別の症状としては、ファンクラッチのベアリングが故障することで、エンジンルームから異音が発生することである。